# 77-й Венецианский кинофестиваль
77-й ежегодный Венецианский международный кинофестиваль проходил со 2 по 12 сентября 2020 года. Жюри основного конкурса фестиваля возглавила австралийская актриса Кейт Бланшетт. Фильмом открытия стал фильм «Фамильный узел» итальянского режиссёра Даниэле Лукетти. В прошлом итальянский фильм открывал Венецианский кинофестиваль 11 лет назад.
Несмотря на пандемию коронавируса, кинофестиваль не стали отменять или переносить. Дирекция фестиваля сообщила, что он пройдёт более скромно, чем обычно, и с соблюдением всех норм безопасности.
Главный приз, награду «Золотой лев», получил фильм «Земля кочевников» Хлои Чжао.

## Жюри
Основной конкурс:
- Кейт Бланшетт, актриса ( Австралия) — председатель
- Джоанна Хогг, режиссёр и сценарист ( Великобритания)
- Кристиан Петцольд, режиссёр и сценарист ( Германия)
- Мэтт Диллон, актёр ( США)
- Вероника Франц, режиссёр и сценарист ( Австрия)
- Никола Ладжойя, сценарист ( Италия)
- Людивин Санье, актриса ( Франция)

Программа «Горизонты»:
- Клер Дени, режиссёр и сценарист ( Франция) — председатель
- Кристин Вашон, продюсер ( США)
- Оскар Алегрия, режиссёр ( Испания)
- Франческа Коменчини, режиссёр и сценарист ( Италия)
- Катриэль Шори, бывший директор Израильского Фонда кино ( Израиль)

## Конкурсная программа

### Основной конкурс
| Лауреат «Золотого льва» выделен отдельным цветом |

| Лауреат Гран-при жюри выделен отдельным цветом |

| Название                  | Оригинальное название       | Режиссёр                          | Страна                                                                        |
| ------------------------- | --------------------------- | --------------------------------- | ----------------------------------------------------------------------------- |
| А завтра весь мир         | Und morgen die ganze Welt   | Юлия фон Хайнц                    | Германия, Франция                                                             |
| Дорогие товарищи!         |                             | Андрей Кончаловский               | Россия                                                                        |
| Ученик                    | The Disciple                | Чайтанья Тамхане                  | Индия                                                                         |
| Среди рассыпанных смертей | Səpələnmiş ölümlər arasında | Хилал Байдаров                    | Азербайджан, США                                                              |
| Ночь в Хайфе              | Laila in Haifa              | Амос Гитай                        | Израиль, Франция                                                              |
| Любовники                 | Amants                      | Николь Гарсиа                     | Франция                                                                       |
| Мисс Маркс                | Miss Marx                   | Сузанна Никкьярелли               | Италия, Бельгия                                                               |
| Снега больше не будет     | Śniegu już nigdy nie będzie | Малгожата Шумовска, Михал Энглерт | Польша, Германия                                                              |
| Земля кочевников          | Nomadland                   | Хлоя Чжао                         | США                                                                           |
| Ночное                    | Notturno                    | Джанфранко Рози                   | Италия                                                                        |
| Новый порядок             | New Order                   | Мишель Франко                     | Мексика, Франция                                                              |
| Наш отец                  | Padrenostro                 | Клаудио Ноче                      | Италия                                                                        |
| Фрагменты женщины         | Pieces of a Woman           | Корнель Мундруцо                  | Канада, Венгрия                                                               |
| Куда ты идёшь, Аида?      | Quo Vadis, Aida?            | Ясмила Жбанич                     | Босния и Герцеговина, Румыния, Австрия, Нидерланды, Франция, Польша, Германия |
| Тайна сестёр Макалузо     | Le sorelle Macaluso         | Эмма Данте                        | Италия                                                                        |
| Дети солнца               | خورشید                      | Маджид Маджиди                    | Иран                                                                          |
| Жена шпиона               | スパイの妻                  | Киёси Куросава                    | Япония, Республика Корея, Германия                                            |
| Мир грядущий              | The World to Come           | Мона Фастволд Лерче               | США                                                                           |

### Программа «Горизонты»
| Победитель выделен отдельным цветом |

| Название                          | Оригинальное название     | Режиссёр                           | Страна                                          |
| --------------------------------- | ------------------------- | ---------------------------------- | ----------------------------------------------- |
| Яблоки                            | μήλα                      | Христос Нику                       | Греция, Польша, Словения                        |
| Всё лучшее впереди                | 不止不休                  | Ван Цзин                           | Китай                                           |
| Беззаботное преступление          | جنایت بی دقت              | Шахрам Мокри                       | Иран                                            |
| Печь                              | The Furnace               | Родерик МакКей                     | Австралия                                       |
| Газа, любовь моя                  | Gaza mon amour            | Тарзан Нассер, Араб Нассер         | Государство Палестина, Франция, Германия, Катар |
| Из рода зверей                    | Lahi, Hayop               | Лав Диас                           | Филиппины                                       |
| Война и мир                       | Guerra e pace             | Массимо Д’Анольфи, Мартина Паренти | Италия, Швейцария                               |
| Слушай                            | Listen                    | Ана Роша                           | Великобритания, Португалия                      |
| Мейнстрим                         | Mainstream                | Джиа Коппола                       | США                                             |
| Человек, который продал свою кожу | The Man Who Sold His Skin | Каутер Бен Ханья                   | Тунис, Франция, Германия, Бельгия, Швеция       |
| Новый поворот                     | Meel Patthar              | Иван Айр                           | Индия                                           |
| Один на один                      | Nowhere Special           | Уберто Пазолини                    | Великобритания, Италия, Румыния                 |
| Ночь королей                      | La nuit des rois          | Филипп Лакот                       | Кот-д’Ивуар, Франция, Канада                    |
| Хищники                           | I predatori               | Пьетро Кастеллитто                 | Италия                                          |
| Трагедии джунглей                 | Selva trágica             | Юлене Олайсола                     | Мексика, Франция, Колумбия                      |
| Третья война                      | La troisième guerre       | Джованни Алой                      | Франция                                         |
| Пустошь                           | دشت خاموش                 | Ахмад Бахрами                      | Иран                                            |
| Жёлтая кошка                      |                           | Адильхан Ержанов                   | Казахстан, Франция                              |
| Контакт Занка                     | Zanka Contact             | Исмаэль Эль Ираки                  | Марокко, Франция, Бельгия                       |

## Награды
Призы на конкурсе распределились следующим образом:

### Основные награды
- Золотой лев — «Земля кочевников», реж. Хлоя Чжао
- Приз Большого жюри — Серебряный лев — «Новый порядок», реж. Мишель Франко
- Серебряный лев за режиссуру — Киёси Куросава за фильм «Жена шпиона»
- Кубок Вольпи за лучшую мужскую роль — Пьерфранческо Фавино за роль в фильме «Наш отец»
- Кубок Вольпи за лучшую женскую роль — Ванесса Кирби за роль в фильме «Фрагменты женщины»
- Приз за лучший сценарий — Лев — Чайтанья Тамхане за фильм «Ученик»
- Специальный приз жюри — «Дорогие товарищи!», реж. Андрей Кончаловский
- Премия Марчелло Мастроянни — Рухолла Замани за роль в фильме «Дети солнца»

### Награды за вклад в кинематограф
- Почётный Золотой лев — Энн Хёй и Тильда Суинтон[8]

### Программа «Горизонты»
- Приз за лучший фильм — «Пустошь», реж. Ахмад Бахрами
- Приз за режиссуру — Лав Диас за фильм «Из рода зверей»
- Специальный приз жюри — «Слушай», реж. Ана Роша
- Приз лучшему актёру — Яхья Махайни за роль в фильме «Человек, который продал свою кожу»
- Приз лучшей актрисе — Ханса Батма за роль в фильме «Контакт Занка»
- Приз за лучший сценарий — «Хищники», реж. Пьетро Кастеллитто[англ.]

### Награда за лучший дебют
- Приз Луиджи Ди Лаурентиса — Лев Будущего — «Слушай», реж. Ана Роша